# Aire d'attraction de Vannes
L'aire d'attraction de Vannes est un zonage d'étude défini par l'Insee pour caractériser l’influence de la commune de Vannes sur les communes environnantes. Publiée en octobre 2020, elle se substitue à l'aire urbaine de Vannes, qui comportait 32 communes dans le dernier zonage qui remontait à 2010.

## Définition
L'aire d'attraction d'une ville est composée d’un pôle, défini à partir de critères de population et d’emploi ainsi que d’une couronne constituée des communes dont au moins 15 % des actifs travaillent dans le pôle. Le pôle d’attraction constitue ainsi un point de convergence des déplacements domicile-travail,.

## Type et composition
L’aire d'attraction de Vannes est une aire intra-départementale qui comporte 47 communes dans le Morbihan. 
Elle est catégorisée dans les aires de 200 000 à moins de 700 000 habitants.
Dans la région, la population est relativement peu concentrée dans les pôles. Ainsi, moins d’un tiers de la population y vit contre plus de la moitié au niveau national. C’est en particulier le cas pour l’aire d'attraction de Vannes qui présente une population de 201 411 habitants en 2018 localisés dans la région et dont 26,7 % résident dans le pôle.
En Bretagne, la population augmente de 0,6 % par an en moyenne entre 2007 et 2017 (+ 0,5 % en France). Pour l’aire de Vannes, elle est plus élevée puisqu'elle s'établit à1,1 %. Le nombre d’emplois présents dans l’aire d’attraction est de 78 661.

### Carte

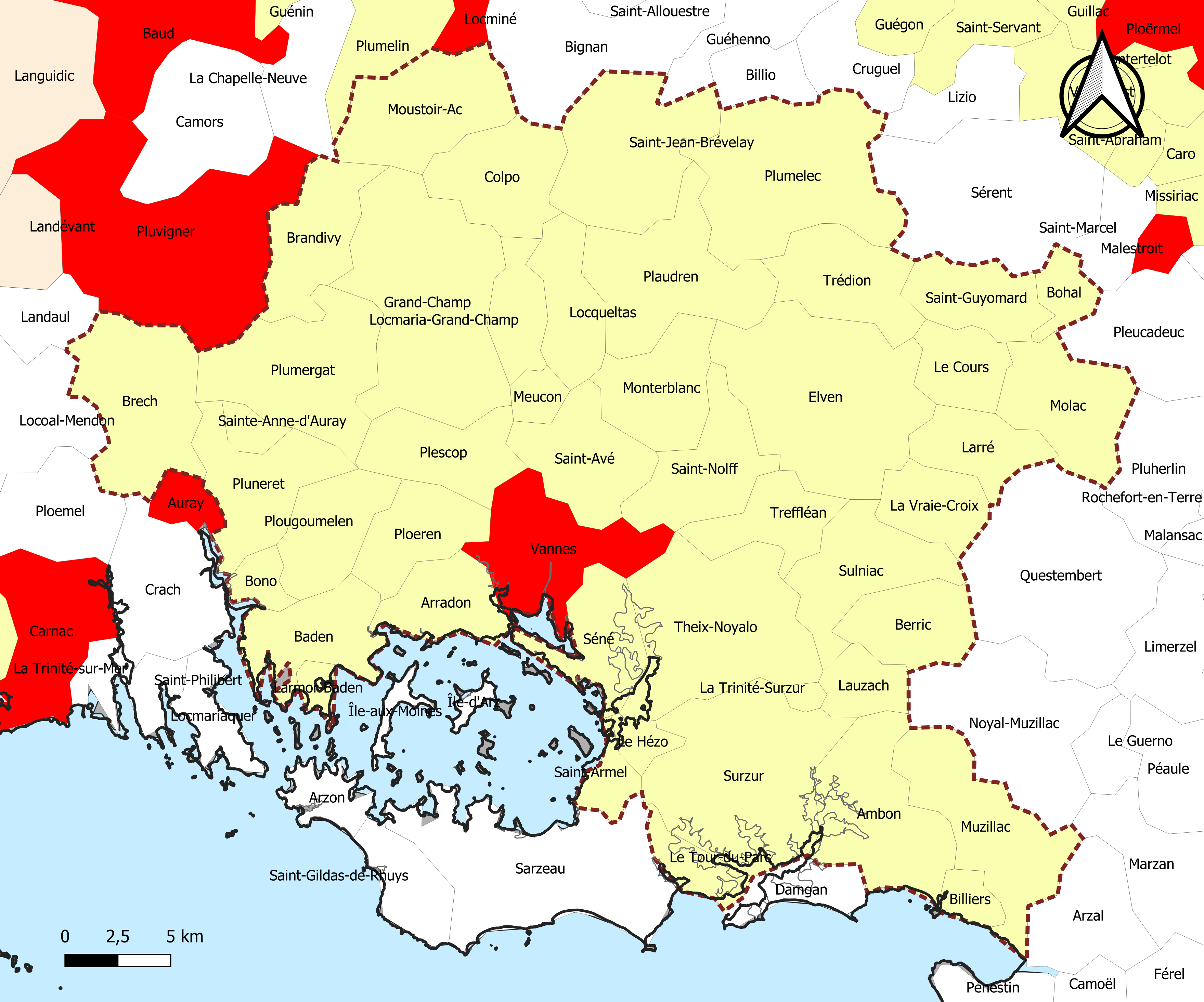
Carte de l'aire d'attraction de Vannes.
Commune-centre
Commune de la couronne

### Composition communale
| Nom                     | Code Insee | Département | Statut                 | Superficie (km2) | Population (dernière pop. légale) | Densité (hab./km2) | Modifier                                    |
| ----------------------- | ---------- | ----------- | ---------------------- | ---------------- | --------------------------------- | ------------------ | ------------------------------------------- |
| Vannes (commune-centre) | 56260      | Morbihan    | commune-centre         | 32,30            | 54 955 (2022)                     | 1 701              | modifier les données · modifier les données |
| Ambon                   | 56002      | Morbihan    | commune de la couronne | 38,04            | 2 091 (2022)                      | 55                 | modifier les données · modifier les données |
| Arradon                 | 56003      | Morbihan    | commune de la couronne | 18,49            | 5 820 (2022)                      | 315                | modifier les données · modifier les données |
| Baden                   | 56008      | Morbihan    | commune de la couronne | 23,53            | 4 864 (2022)                      | 207                | modifier les données · modifier les données |
| Berric                  | 56015      | Morbihan    | commune de la couronne | 21,45            | 2 119 (2022)                      | 99                 | modifier les données · modifier les données |
| Billiers                | 56018      | Morbihan    | commune de la couronne | 5,87             | 1 056 (2022)                      | 180                | modifier les données · modifier les données |
| Bohal                   | 56020      | Morbihan    | commune de la couronne | 8,45             | 862 (2022)                        | 102                | modifier les données · modifier les données |
| Brandivy                | 56022      | Morbihan    | commune de la couronne | 25,88            | 1 423 (2022)                      | 55                 | modifier les données · modifier les données |
| Brech                   | 56023      | Morbihan    | commune de la couronne | 40,86            | 7 057 (2022)                      | 173                | modifier les données · modifier les données |
| Colpo                   | 56042      | Morbihan    | commune de la couronne | 26,48            | 2 258 (2022)                      | 85                 | modifier les données · modifier les données |
| Le Cours                | 56045      | Morbihan    | commune de la couronne | 15,63            | 673 (2022)                        | 43                 | modifier les données · modifier les données |
| Elven                   | 56053      | Morbihan    | commune de la couronne | 64,05            | 6 543 (2022)                      | 102                | modifier les données · modifier les données |
| Grand-Champ             | 56067      | Morbihan    | commune de la couronne | 67,34            | 5 859 (2022)                      | 87                 | modifier les données · modifier les données |
| Le Hézo                 | 56084      | Morbihan    | commune de la couronne | 4,89             | 898 (2022)                        | 184                | modifier les données · modifier les données |
| Larmor-Baden            | 56106      | Morbihan    | commune de la couronne | 3,93             | 891 (2022)                        | 227                | modifier les données · modifier les données |
| Larré                   | 56108      | Morbihan    | commune de la couronne | 17,02            | 1 102 (2022)                      | 65                 | modifier les données · modifier les données |
| Lauzach                 | 56109      | Morbihan    | commune de la couronne | 10,76            | 1 237 (2022)                      | 115                | modifier les données · modifier les données |
| Locmaria-Grand-Champ    | 56115      | Morbihan    | commune de la couronne | 14,06            | 1 825 (2022)                      | 130                | modifier les données · modifier les données |
| Locqueltas              | 56120      | Morbihan    | commune de la couronne | 19,46            | 1 980 (2022)                      | 102                | modifier les données · modifier les données |
| Meucon                  | 56132      | Morbihan    | commune de la couronne | 5,73             | 2 278 (2022)                      | 398                | modifier les données · modifier les données |
| Molac                   | 56135      | Morbihan    | commune de la couronne | 28,40            | 1 636 (2022)                      | 58                 | modifier les données · modifier les données |
| Monterblanc             | 56137      | Morbihan    | commune de la couronne | 25,41            | 3 342 (2022)                      | 132                | modifier les données · modifier les données |
| Moustoir-Ac             | 56141      | Morbihan    | commune de la couronne | 33,92            | 1 713 (2022)                      | 51                 | modifier les données · modifier les données |
| Muzillac                | 56143      | Morbihan    | commune de la couronne | 39,50            | 5 022 (2022)                      | 127                | modifier les données · modifier les données |
| Plaudren                | 56157      | Morbihan    | commune de la couronne | 41,07            | 1 970 (2022)                      | 48                 | modifier les données · modifier les données |
| Plescop                 | 56158      | Morbihan    | commune de la couronne | 23,35            | 6 200 (2022)                      | 266                | modifier les données · modifier les données |
| Ploeren                 | 56164      | Morbihan    | commune de la couronne | 20,44            | 6 781 (2022)                      | 332                | modifier les données · modifier les données |
| Plougoumelen            | 56167      | Morbihan    | commune de la couronne | 21,30            | 2 599 (2022)                      | 122                | modifier les données · modifier les données |
| Plumelec                | 56172      | Morbihan    | commune de la couronne | 58,36            | 2 730 (2022)                      | 47                 | modifier les données · modifier les données |
| Plumergat               | 56175      | Morbihan    | commune de la couronne | 41,94            | 4 199 (2022)                      | 100                | modifier les données · modifier les données |
| Pluneret                | 56176      | Morbihan    | commune de la couronne | 26,20            | 6 257 (2022)                      | 239                | modifier les données · modifier les données |
| Saint-Armel             | 56205      | Morbihan    | commune de la couronne | 7,95             | 885 (2022)                        | 111                | modifier les données · modifier les données |
| Saint-Avé               | 56206      | Morbihan    | commune de la couronne | 26,09            | 12 173 (2022)                     | 467                | modifier les données · modifier les données |
| Saint-Guyomard          | 56219      | Morbihan    | commune de la couronne | 19,66            | 1 446 (2022)                      | 74                 | modifier les données · modifier les données |
| Saint-Jean-Brévelay     | 56222      | Morbihan    | commune de la couronne | 41,83            | 2 860 (2022)                      | 68                 | modifier les données · modifier les données |
| Saint-Nolff             | 56231      | Morbihan    | commune de la couronne | 25,92            | 3 952 (2022)                      | 152                | modifier les données · modifier les données |
| Séné                    | 56243      | Morbihan    | commune de la couronne | 19,94            | 9 265 (2022)                      | 465                | modifier les données · modifier les données |
| Sulniac                 | 56247      | Morbihan    | commune de la couronne | 27,92            | 3 847 (2022)                      | 138                | modifier les données · modifier les données |
| Surzur                  | 56248      | Morbihan    | commune de la couronne | 57,29            | 5 110 (2022)                      | 89                 | modifier les données · modifier les données |
| Theix-Noyalo            | 56251      | Morbihan    | commune de la couronne | 52,06            | 8 476 (2022)                      | 163                | modifier les données · modifier les données |
| Le Tour-du-Parc         | 56252      | Morbihan    | commune de la couronne | 9,30             | 1 259 (2022)                      | 135                | modifier les données · modifier les données |
| Trédion                 | 56254      | Morbihan    | commune de la couronne | 25,76            | 1 369 (2022)                      | 53                 | modifier les données · modifier les données |
| Treffléan               | 56255      | Morbihan    | commune de la couronne | 18,26            | 2 531 (2022)                      | 139                | modifier les données · modifier les données |
| La Trinité-Surzur       | 56259      | Morbihan    | commune de la couronne | 2,30             | 1 699 (2022)                      | 739                | modifier les données · modifier les données |
| La Vraie-Croix          | 56261      | Morbihan    | commune de la couronne | 16,63            | 1 484 (2022)                      | 89                 | modifier les données · modifier les données |
| Le Bono                 | 56262      | Morbihan    | commune de la couronne | 5,96             | 2 594 (2022)                      | 435                | modifier les données · modifier les données |
| Sainte-Anne-d'Auray     | 56263      | Morbihan    | commune de la couronne | 4,97             | 2 837 (2022)                      | 571                | modifier les données · modifier les données |